# Scrapper (película de 2023)
Scrapper es una película de comedia dramática británica de 2023, ópera prima de su directora y guionista Charlotte Regan. La realización ha estado a cargo de BBC Film y BFI en asociación con Great Point Media y está protagonizada por Harris Dickinson, Lola Campbell y Alin Uzun.
La película se estrenó en el Festival de Cine de Sundance, donde ganó el Gran Premio del Jurado, y en las salas del Reino Unido el 25 de agosto de 2023. Recibió críticas muy positivas, particularmente por la dirección y el guion de Regan, así como por las actuaciones de Campbell y Dickinson.
La película recibió 14 nominaciones en los Premios del Cine Independiente Británico de 2023, incluida Mejor Película Independiente Británica, Mejor Director, Mejor Actuación Principal Conjunta para Campbell y Dickinson y Mejor Guion. 

## Sinopsis
Georgie es una niña de 12 años que vive sola después de la muerte de su madre, ve su vida secreta desbaratada cuando su padre, Jason, regresa de su vida en Ibiza para mudarse con ella. 

## Reparto
- Harris Dickinson como Jason
- Lola Campbell como Georgie
- Alin Uzun como Ali
- Cary Crankson como el Sr.Barrowclough
- Carys Bowkett como Emily
- Freya Bell como Layla
- Laura Aikman como Kaye
- Ayokunle Oyesanwo como Kunle
- Ayobami Oyesanwo como Bami
- Ayooluwa Oyesanwo como Luwa
- Olivia Brady como Vicky

## Producción
Regan dice que ella y el productor Theo Barrowclough querían hacer una "película imperfecta que asumiera riesgos". Querían darles "a los niños el control de la película y que se sintiera tan desordenada como la mente de Georgie". Se inspiraron en películas de Taika Waititi como Boy, en las que el personaje habla ocasionalmente con la cámara. 
La fotografía principal tuvo lugar en el este de Londres en el verano de 2021. Regan dice que se eligió la urbanización Limes Farm en Chigwell por el "sentido de comunidad, donde todos los balcones dan al lugar donde juegan los niños". Porque, dice, "ya no se encuentran [esas propiedades] en Londres", los realizadores tuvieron que "ir un poco más lejos para buscarlas".
El actor Harris Dickinson había trabajado anteriormente con el escritor y director Regan y el productor Barrowclough en el cortometraje de 2019 Oats & Barley. Dickinson le dijo a Deadline que "realmente quería volver a trabajar con esos muchachos. Leí el guion y me gustó la historia, vi la cinta de Lola y pensé que sería algo interesante de hacer".  Fue financiada por DMC Film, BFI, BBC Films, Great Point Media y Creative England.
En mayo de 2022, la empresa Charades, con sede en Francia, compró los derechos de distribución internacional.  En febrero de 2023, Charades reveló que los derechos se habían vendido a Picturehouse (Reino Unido) y Madman Entertainment (Australia), entre otros.

## Estreno
La película se estrenó en el Festival de Cine de Sundance 2023, donde ganó el Gran Premio del Jurado.  Scrapper se estrenó en las salas de cine el 25 de agosto de 2023.